# Ratu Kuning
Raja Ratu Kuning ("Den Gula drottningen"), levnadsår okända, var regerande drottning av det muslimska sultanatet Pattani (nuvarande södra Thailand) från 1635 till 1688.

## Biografi
Ratu Kuning efterträdde sin mor Raja Ungu, "den purpurröda drottningen", år 1635.
Under hennes regeringstid utkonkurrerades Pattani av sina rivaler som internationell handelspartner i regionen, och dess historia under andra hälften av 1600-talet är därför oklar eftersom samtida skildringar av denna period är sällsynta. Ratu Kuning blev den sista av fyra kvinnor som regerat Pattani sedan 1584, då hennes äldsta moster besteg tronen, följd av sina två systrar och sedan slutligen Ratu Kuning, som är den sista kvinna som erkänns i Patanis egen regentlängd. De beskrivs alla fyra i krönikorna som kapabla och viljestarka politiker.
Årtalet för hennes regeringstids slut är omdiskuterat, och det är också okänt vem som efterträdde henne; det tros dock ha varit en kvinna. Tiden efter mitten av sextonhundratalet och framåt beskrivs som en allt mer instabil, kaosartad och förfallen tid i Patanis historia, med ständiga invasioner av Siam och en minskande internationell betydelse, vilket gör att få källor finns att tillgå.   